# Blind Willie Johnson
Blind Willie Johnson (Brenham, Texas, 1897. január 22. – Beaumont, Texas, 1945. szeptember 18.) afroamerikai blues és spirituáléénekes és gitáros.
Bár mindegyik dalszövege vallásos, zenéje részben blues eredetű. A zenészek között az egyik legjobb slide-gitár játékosnak tartják. Gitárjátékára jellemző az erőteljes basszus, énekhangjára az érdes, reszelős basszushang, ami időnként tenorba megy át.

## Élete
Blind Willie Johnson a halotti bizonyítványa szerint 1897-ben született a texasi Brenham közelében (a halotti bizonyítvány fellelése előtt születési helyének Temple (Texas) volt megjelölve). Amikor ötéves volt, azt mondta az apjának, hogy hitszónok akar lenni. Ugyanekkor szivardobozból gitárt készített magának. Anyja meghalt Willie kiskorában, apja nem sokkal később újra nősült.
Johnson vak volt; vakságának oka nem ismert, csak azt tudjuk, hogy nem így született.
Úgy tartják, hogy Johnson legalább kétszer nősült. Első felesége Willie B Harris, a második egy fiatal, Angeline nevű énekes volt. Állítólag egy blues-zenész, L.C. Robinson lánytestvére is a felesége volt. A házassági kivonatai eddig nem kerültek elő.
Johnson élete végéig szegény maradt, miközben prédikált és énekelt Beaumont utcáin. A város nyilvántartása szerint 1945-ben W. J. Johnson tiszteletes (nyilvánvalóan Blind Willie) egy imaházat működtetett az 1440 Forrest Street, Beaumont, Texas cím alatt. Ez ugyanaz a cím, mint ami Willie halotti bizonyítványán szerepel. 1945-ben a háza porig égett. Mivel nem volt hova mennie, Willie a ház romjai között lakott. Malárialázban halt meg. Egy későbbi interjúban felesége, Angeline azt mondta, hogy kórházba akarták vinni, de a kórház nem fogadta be, mert néger volt. Más források szerint a vaksága miatt nem foglalkoztak a gyógyításával. Sírjának pontos helye nem ismert, de hivatalosan a Blanchette Cemeteryben található.

## Zenei karrier
Apja gyakran küldte az utcára, hogy énekléssel keressen pénzt. A szóbeszéd szerint majdnem zavargás tört ki New Orleans-ben, amikor elénekelte az If I Had My Way I'd Tear the Building Down című számot, ami Sámsonról és Deliláról szól. Emiatt le is tartóztatták. Életrajzírója, Samuel Charters szerint azonban egyszerűen azért tartóztatták le, mert a vámház előtt énekelt és borravalót fogadott el érte. Timothy Beal szerint az ókori történet veszélyesen aktuális és félreérthető volt.
Johnson 30 számot énekelt gramofonlemezre öt különböző alkalommal. A felvételeket a Columbia Records készítette 1927–1930 között. Egyes felvételeken gyors ujjakkal penget, másokon pedig üveggel szorítja le a húrokat, ami sajátos hangzást kölcsönöz a gitárnak („slide gitár”). Egyesek szerint rézgyűrűt használt a húrok lefogásához, mások szerint késpengét. Egy fénykép tanúsága szerint a bal keze kisujján üveggyűrűt hordott.

### Ismert számai
- Jesus Make Up My Dying Bed
- It's Nobody's Fault but Mine (a Let Your Light Shine On Me néven ismert gospel átdolgozása)
- Dark Was the Night, Cold Was the Ground (ebben az éneklés csak hümmögésből áll)

Tizennégy felvételen vagy felesége, Willie B. Harris működik közre, vagy egy eddig nem azonosított női énekes. Ezek között van a Church I'm Fully Saved Today, a John the Revelator, a You'll Need Somebody on Your Bond, a Soul of a Man és a Keep Your Lamp Trimmed and Burning.

## Zenei öröksége
Johnson felvételei nagy hatást gyakoroltak más zenészekre, számait több népszerű előadó feldolgozta, köztük a Led Zeppelin, Bob Dylan, The 77s, Beck, The Blasters, Phil Keaggy és a White Stripes. Eric Clapton a Motherless Children számot dolgozta fel, Bob Dylan pedig Johnson Jesus Make Up My Dying Bed számából készítette az In My Time of Dying dalát, amely első, 1962-es albumán szerepel. Az If I Had My Way I'd Tear the Building Down című dalt többek között a Grateful Dead és a Staple Singers dolgozta fel.
Az If I Had My Way I'd Tear the Building Downt Gary Davis is felvette, Bruce Springsteen szintén saját változatot készített belőle, amit a Seeger Sessions Banddel együtt adott elő. A Terminátor – Sarah Connor krónikái második évadában Shirley Manson a dal egy változatát énekli. A Nobody's Fault But Mine számot Mason Jennings, Nina Simone és módosítva a Led Zeppelin is előadta. Nick Cave előadta a John the Revelatort. Johnson több dalát felvették az 1980-as évek végén Glenn Kaiser és Darrell Mansfield gospel énekesek, a Trimmed & Burnin című albumukon.
1991-ben Bruce Cockburn feldolgozta a Soul of a Man számot a Nothing but a Burning Light című albumán, amelynek címe is a dal szövegéből való. 2003-ban a Deep Sea Records kiadó megjelentetett egy Johnson emlékalbumot Dark Was the Night címmel, ezen olyan előadók működtek közre, mint Martin Simpson, Gary Lucas, Mary Margaret O'Hara és Jody Stecher. A Dark Was The Night Cold Was The Ground dalt a Naprendszert elhagyó Voyager űrszondák is magukkal vitték az űrbe.